# Чаквеллы
Чаквеллы (лат. Sauromalus) — род ящериц из семейства игуановых. Название происходит от шошонского слова «tcaxxwal» через испанское «chacahuala».

## Описание
Чаквеллы — коренастые ящерицы с широким уплощенным телом и довольно коротким и толстым тупоконечным хвостом. Чаквелла (Sauromalus ater) достигает в длину 32—45 см (из них 18—20 см — длина тела), в то время как островные виды, например, S. varius, могут достигать длины до 76 см. У половозрелых самцов головы, плечи и конечности красновато-розового, оранжевого, жёлтого, светло-серого или чёрного цвета; самки и неполовозрелые ящерицы окрашены менее ярко — в тёмные оттенки серого или жёлтого цвета с разбросанными тёмными пятнами и полосами. Самцы крупнее самок и имеют хорошо развитые бедренные поры, расположенные на внутренней стороне бедер. Считается, что выделяющийся из этих пор густой суховатый секрет играет роль в маркировке территории.
Пять видов этого рода обитают в пустынях и полупустынях юго-западных штатов США и северо-западных штатов Мексики. Встречаются на выходах скал, в зарослях ксерофильных кустарников, избегают открытых песков. В горах могут быть найдены на высоте до 1370 м над уровнем моря. Ведут дневной образ жизни и сохраняют активность при очень высоких температурах (до +39 °С).
Питаются почти исключительно растениями, предпочитают поедать жёлтые цветы, например, Encelia farinosa. Иногда чаквеллы поедают насекомых.
Самцы чаквелл территориальны и используют целый ряд различных сигналов (изменение цвета, кивки головой и другие позы и телодвижения) для визуальной коммуникации и обозначения границ территории. Спаривание происходит с апреля по июль. В период с июня по август самки откладывают 5—16 яиц, из которых в конце сентября вылупляется потомство.

## Классификация
На апрель 2018 года в род включают 5 видов:
- Sauromalus ater Duméril, 1856 — Чаквелла[1]
- Sauromalus hispidus Stejneger, 1891
- Sauromalus klauberi Shaw, 1941
- Sauromalus slevini Van Denburgh, 1922
- Sauromalus varius Dickerson, 1919